# Václav Boleslav Janda
Václav Boleslav Janda, křtěný Václav Boleslav (20. září 1852 Praha – 11. prosince 1935 tamtéž) byl český varhaník a skladatel.

## Život
Vystudoval v Praze piaristické gymnázium a varhanickou školu. V letech 1874–1885 byl varhaníkem v kostelech Nejsvětější Trojice, Panny Marie Sněžné a u křižovníků. V roce 1885 se stal ředitelem kůru v kostele sv. Haštala a později v kostele sv. Petra na Poříčí. Konečně v roce 1897 zakotvil v Týnském chrámu, kde působil až do své smrti v roce 1935.
Jako varhaník se proslavil zejména v době konání Jubilejní zemské výstavy v roce 1891, kdy každé úterý a pátek pořádal koncert na varhanách postavených zvláště pro tuto výstavu.
Byl rovněž vyhledávaným klavírním pedagogem.

## Dílo
Především byl skladatelem chrámové hudby. Zkomponoval řadu mší, requiem, Te deum a mnoho další chrámové hudby. Některé skladby vyšly i tiskem ať už samostatně (mše D-dur, Requiem c-moll) nebo v edici Česká hudba.
Další oblastí jeho tvorby byly skladby pro klavír, rovněž často publikované v časopise Česká hudba.